# Paraíso (serie de televisión estadounidense)
Paradise (más tarde rebautizada como Guns of Paradise), y conocida en América Latina como Paraíso, es una serie de televisión familiar estadounidense de wéstern, transmitida por CBS entre el 27 de octubre de 1988 y el 10 de mayo de 1991. Creada por David Jacobs y Robert Porter, la serie trata sobre las aventuras del pistolero ficticio Ethan Allen Cord, cuya hermana dejó a sus cuatro hijos bajo su custodia al morir.

## Sinopsis
Paraíso, ambientada en el año 1890 y siguientes, estaba protagonizada por Lee Horsley en el papel de Ethan Cord, un pistolero profesional que se vio obligado a hacerse cargo de la custodia de los cuatro hijos de su hermana Lucy (Kathryn Leigh Scott), una cantante de San Luis que estaba muriendo y no tenía ninguna otra manera de hallar quién se hiciera cargo de ellos. Cord concluye que su profesión no era adecuada para la crianza de niños y decide cambiar, alquilando una granja de propiedad de Amelia Lawson (Sigrid Thornton), quien era también la dueña del banco local en el pequeño pueblo de Paradise, California (de donde proviene el título de la serie). Ethan intentaba llevar una vida pacífica, pero su pasado violento lo perseguía constantemente y la gente del pueblo lo llamaba frecuentemente para que los defendiera del crimen. Cord era amigo cercano de John Taylor (Dehl Berti), un curandero nativo americano, quien a menudo le ofrecía sabios consejos e intuiciones sobre la naturaleza humana.

## Reparto

### Reparto principal
- Lee Horsley como Ethan Allen Cord
- Jenny Beck como Claire Carroll
- Matthew Newmark como Joseph Carroll
- Brian Lando como Benjamín Carroll
- Michael Patrick Carter como George Carroll
- Sigrid Thornton como Amelia Lawson
- Dehl Berti como John Taylor
- John F. Bloom III como Tiny

### Reparto invitado
En un episodio de dos partes, Gene Barry y Hugh O'Brian recrearon sus famosos papeles televisivos de la década de 1950 de pistoleros legendarios, Bat Masterson y Wyatt Earp, respectivamente. El episodio especial en dos partes llevó brevemente a la serie, con dificultades en sus audiencias, al top 10 de Nielsen Ratings. Robert Harland, quien coprotagonizó el wéstern televisivo Law of the Plainsman (1960), hizo también su última aparición televisiva en 1988 en Paraíso.

## Producción

### Desarrollo
Tras la segunda temporada, el programa entró en una pausa para hacer algunos cambios. Regresó al aire en enero de 1991 para su tercera temporada, la final y más corta. Una nueva secuencia de apertura introducía el nuevo nombre de la serie, Guns of Paradise ("Pistolas de Paraíso"), un aparente  intento de recordarle a los espectadores que el programa, a pesar de su título, era de hecho un wéstern. En esta temporada Cord y Amelia estaban ahora comprometidos y en el proceso de construir una nueva casa, a la vez que Cord estaba en proceso de ser nombrado alguacil de la ciudad de manera oficial, rol que había estado esencialmente desempeñando de manera extraoficial.
En 1991, a pesar de tener una base de seguidores leales y de recibir elogios de la crítica, la serie fue cancelada tras tres temporadas en medio de bajos índices de audiencia. A mediados de los 90, The Family Channel transmitió Paradise en sindicación.

## DVD
El 25 de abril de 2017, Warner Bros. lanzó la primera temporada de Paraíso en DVD.

## Premios y nominaciones
| Año  | Otorgar                                                          | Categoría                                                                  | Recipiente | Resultado |
| ---- | ---------------------------------------------------------------- | -------------------------------------------------------------------------- | --- | --------- |
| 1989 | Premio de la Sociedad Estadounidense de Directores de Fotografía | Logro destacado en cinematografía en series regulares                      | Richard M. Rawlings Jr. | Ganadora  |
| 1990 | Premio de la Sociedad Estadounidense de Directores de Fotografía | Logro destacado en cinematografía en series regulares                      | Richard M. Rawlings Jr. | Nominada  |
| 1990 | Premio International Monitor                                     | Mejor editor: entretenimiento originado en películas                       | M. Edward Salier y Lorimar (por el episodio "Burial Ground")                                                                      | Nominada  |
| 1989 | Premio Primetime Emmy                                            | Tema musical destacado del título principal                                | Jerrold Immel | Nominada  |
| 1989 | Premio Primetime Emmy                                            | Cinematografía excepcional para una serie                                  | Richard M. Rawlings Jr. (por el episodio "Lawson perdido hace mucho tiempo")                                                      | Nominada  |
| 1990 | Premio Primetime Emmy                                            | Peinado excepcional para una serie                                         | Linda Leiter Sharp (por el episodio "Una reunión de armas")                                                                       | Nominada  |
| 1990 | Premio Viewers for Quality Television                            | Serie dramática de mejor calidad                                           | | Nominada  |
| 1990 | Premio Viewers for Quality Television                            | Mejor actor en una serie dramática de calidad                              | Lee Horsley | Nominada  |
| 1990 | Premio Viewers for Quality Television                            | Mejor actriz de reparto en una serie dramática de calidad                  | Sigrid Thorton | Nominada  |
| 1989 | Premio Western Heritage                                          | Drama televisivo ficticio                                                  | David Jacobs, Robert Porter, James L. Conway, Joel J. Feigenbaum, Sigrid Thornton y Lee Horsley (para el episodio "Stray Bullet") | Ganadora  |
| 1991 | Premio Western Writers of America's Spur                         | Mejor televisión                                                           | "Polvo en el viento" | Ganadora  |
| 1989 | Premios Young Artist                                             | Mejor nueva serie de televisión                                            | | Nominada  |
| 1989 | Premios Young Artist                                             | Mejor actor joven en una serie dramática nocturna                          | Brian Lando | Nominada  |
| 1989 | Premios Young Artist                                             | Mejor actor joven en una serie dramática nocturna                          | Matthew Newmark | Nominada  |
| 1989 | Premios Young Artist                                             | Mejor actriz joven en una serie dramática nocturna                         | Jenny Beck | Nominada  |
| 1989 | Premios Young Artist                                             | Mejor actor joven menor de 9 años                                          | Michael Patrick Carter | Nominada  |
| 1990 | Premios Young Artist                                             | Mejor actor joven protagonista de una serie de televisión                  | Matthew Newmark | Nominada  |
| 1990 | Premios Young Artist                                             | Mejor actriz joven protagonista de una serie de televisión                 | Jenny Beck | Nominada  |
| 1990 | Premios Young Artist                                             | Mejor actor joven invitado en una serie de televisión                      | Mark Ballou | Nominada  |
| 1990 | Premios Young Artist                                             | Mejor actor joven invitado en una serie de televisión                      | Michael John Burns | Nominada  |
| 1990 | Premios Young Artist                                             | Mejor actriz joven protagonista invitada en una serie de televisión        | Cristal McKellar | Nominada  |
| 1990 | Premios Young Artist                                             | Actuación destacada de un actor menor de 9 años                            | Michael Patrick Carter | Nominada  |
| 1991 | Premios Young Artist                                             | Mejor actor joven protagonista de una serie de televisión                  | Matthew Newmark | Nominada  |
| 1991 | Premios Young Artist                                             | Mejor actriz joven protagonista de una serie de televisión                 | Jenny Beck | Nominada  |
| 1991 | Premios Young Artist                                             | Mejor actor joven de reparto o papel recurrente en una serie de televisión | Brian Lando | Nominada  |
| 1991 | Premios Young Artist                                             | Actuación excepcional de un joven actor menor de nueve años                | M. P. Carter | Nominada  |